# Kepler-296e
Kepler-296e ist ein Exoplanet, der den Roten Zwerg Kepler-296 A im etwa 737 Lichtjahre von der Sonne entfernten Doppelsternsystem Kepler-296 im Sternbild Leier umkreist. Er ist der zweitäußerste von fünf Planeten im Planetensystem des Sterns.

## Entdeckung
Der Planet wurde mittels der Transitmethode auf Basis von Messungen des Weltraumteleskops Kepler entdeckt und im Februar 2014 zusammen mit etwa 700 weiteren Exoplaneten veröffentlicht. Ein Astronomenteam unter Guillermo Torres konnte die Existenz des Planeten (und elf weiterer) bestätigen und veröffentlichte dies Anfang 2015.

## Eigenschaften
Kepler-296e hat etwa den 1,48-fachen Erdradius und benötigt etwas mehr als 34 Tage, um seinen Zentralstern einmal zu umkreisen. Seine große Bahnhalbachse beträgt etwa 0,149 AE, womit sie deutlich geringer ausfällt als die des Planeten Merkur im Sonnensystem. Allerdings handelt es sich bei Kepler-296 A um einen Roten Zwerg, der deutlich kleiner und masseärmer ist als die Sonne.
Kepler-296e empfängt etwa das 1,40-fache an Strahlungsenergie von Kepler-296 A wie die Erde von der Sonne und befindet sich, wie sein äußerer Nachbarplanet Kepler-296f, noch innerhalb der habitablen Zone seines Zentralsterns. Im Habitable Exoplanets Catalog des Planetary Hability Laboratory (PHL) der University of Puerto Rico at Arecibo wird er mit einem Earth Similarity Index (ESI) von 0,85 an zweiter Stelle hinter Kepler-438b geführt.